# Sistar
Sistar (кор. 씨스타, часто стилизуется как SISTAR) — южнокорейская гёрл-группа, сформированная в 2010 году компанией Starship Entertainment. Состояла из четырёх участниц: Хёрин (она же была лидером), Боры, Сою и Дасом. Их дебютный студийный альбом So Cool был выпущен 9 августа 2011 года. Группа была расформирована 31 мая 2017 года.
11 июня 2013 года состоялся релиз второго студийного альбома Give It to Me. В список их хитов входят синглы «So Cool», «Alone», «Touch My Body», «Loving U» и «Give It to Me». Четвёртый сингл «So Cool» занимал первое место в Korea K-Pop Hot 100.

## Карьера

### 2010−12:So Cool,AloneиLoving U

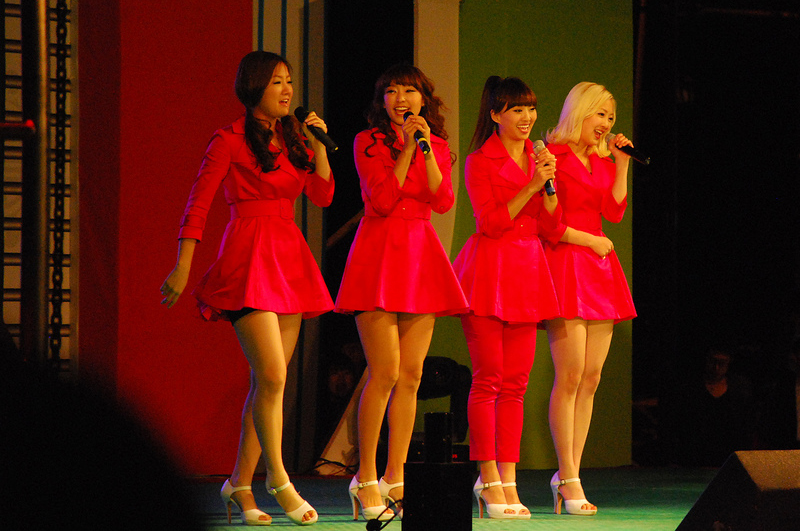
Sistar выступают на Daejon University Festival, 2010 год

Sistar начали свою групповую активность в начале 2010 года, появляясь в рекламах и фотосессиях различных журналов. Их официальный дебют состоялся 3 июня с синглом «Push Push». 4 июня они впервые выступили на Music Bank, и промоушен продолжался вплоть до 26 июля.
25 августа состоялся релиз второго сингла «Shady Girl». В видеоклипе снялся участник Super Junior Ким Хичхоль. Группа получила очень много внимания в социальных сетях после появления фанкама с «Let’s Start Sharing Concert», прошедшего 28 августа. В середине выступления Бора упала со сцены и сломала большой палец. Другие участницы приостановили запись для того, чтобы увести её с помощью стаффа. Несколько минут спустя Бора вернулась на сцену и продолжила выступать.
14 сентября Sistar были приглашены на японский музыкальный фестиваль Халлю как единственная женская корейская группа. 10 октября состоялось выступление в Таиланде на шоу Teen Superstar. В ноябре был выпущен третий сингл «How Dare You». 9 декабря группа победила в номинации «Лучший Новичок» на премии Golden Disk Awards. 27 декабря была одержана первая победа на Music Bank.

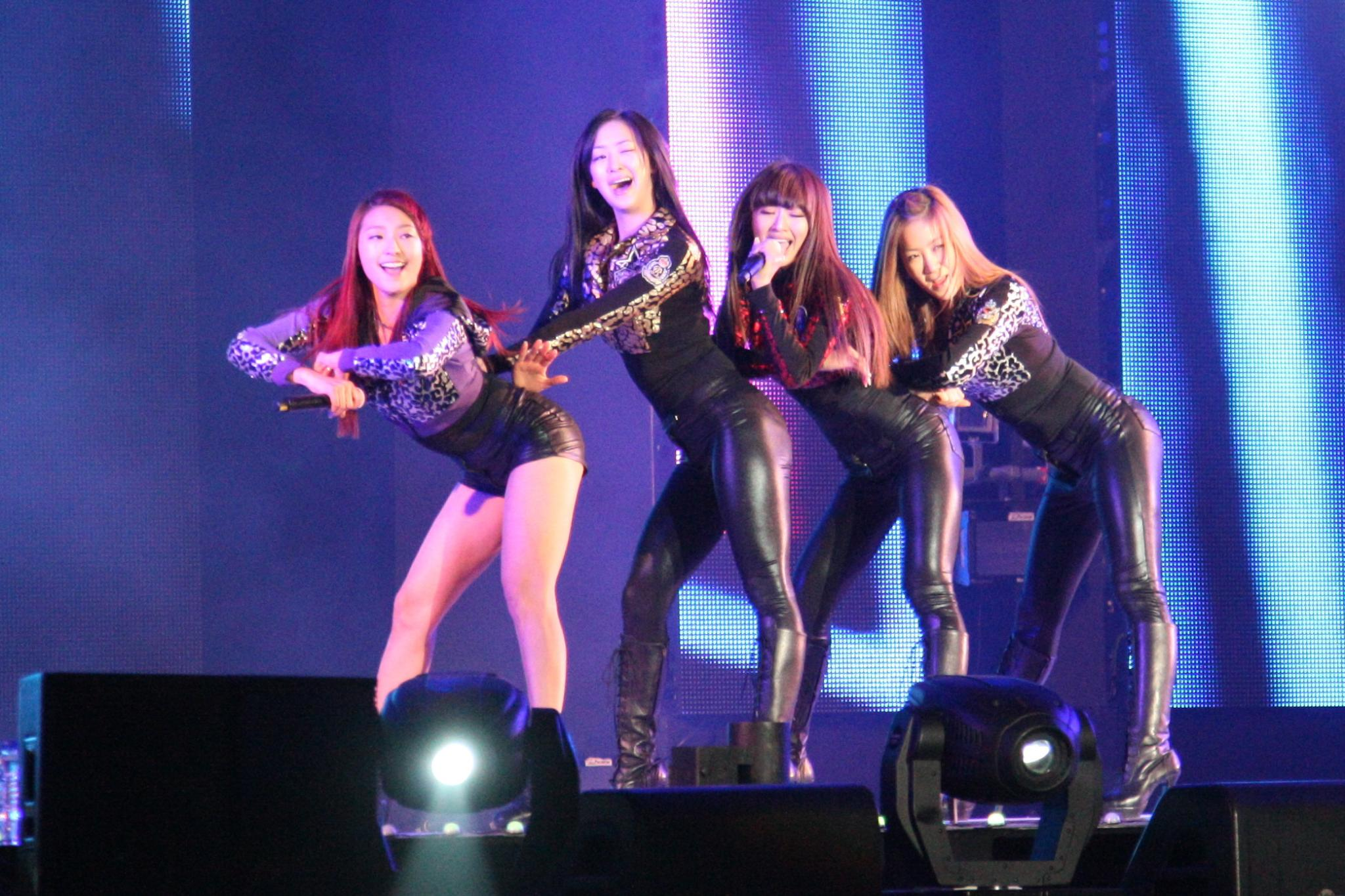
Sistar на Cyworld Festival, апрель 2011 года

27 апреля 2011 года стало известно, что в Sistar дебютирует саб-юнит, названный Sistar19, и в его состав войдут Хёрин и Бора. 3 мая была выпущена дебютная песня «Ma Boy». В течение месяца проводился промоушен на музыкальных шоу. 9 августа состоялось возвращение Sistar с альбомом So Cool. Сингл «So Cool» достиг вершины Korea K-Pop Hot 100. 11 сентября была одержана первая победа на Inkigayo.
В апреле 2012 года было сообщено о трансляции шоукейса «So Cool» Sistar в 41 стране. Их первый мини-альбом Alone был выпущен 12 апреля и содержал в себе шесть песен, спродюсированных Brave Brothers. 28 июня был выпущен второй мини-альбом Loving U.

### 2013−2015:Give It to Me, сольная музыка и мини-альбомы

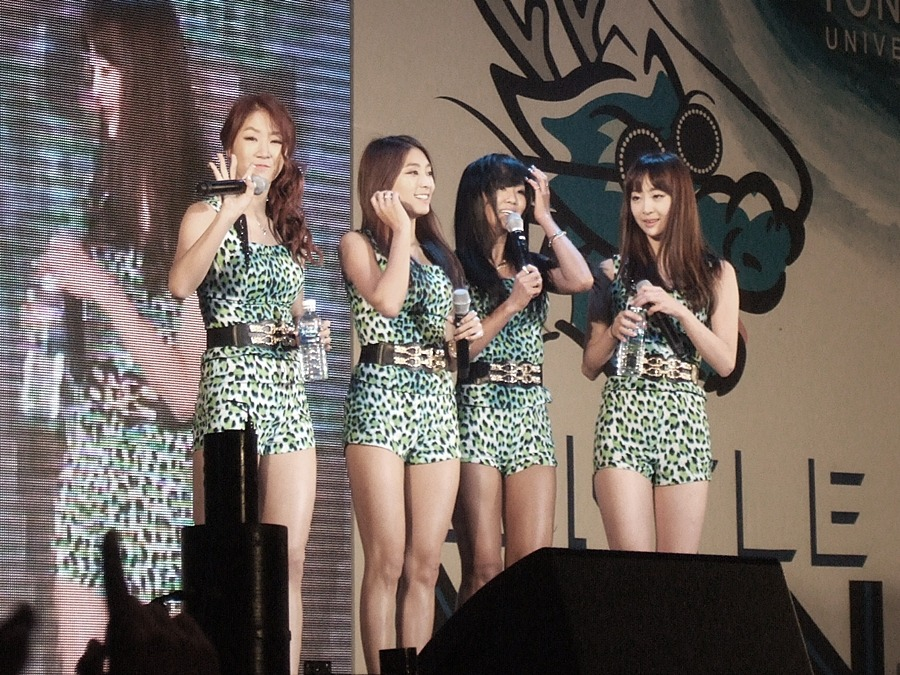
Sistar на Yong In University Festival, май 2013 года

31 января 2013 года Sistar19 выпустили свой первый мини-альбом Gone Not Around Any Longer. 16 мая Starship Entertainment объявило о камбэке группы в середине июня. 3 июня появились фото-тизеры Дасом и Боры. На следующий день был опубликован общий групповой тизер нового альбома, получившего название Give It to Me, и показывающий концепт в стиле Мулен Руж. 6 июня был выпущен тизер видеоклипа на одноимённый сингл. 11 июня альбом был выпущен на различных музыкальных сервисах; дебютировал на четвёртой строчке Gaon Albums Chart. 26 октября Sistar выступили на Азиатско-Тихоокеанском телефестивале песни 2013, который прошёл в Ханое. Песни «The Way You Make Me Melt», «Crying» и «Bad Boy» также были использованы для промоушена. 26 ноября Хёрин выпустила дебютный студийный альбом Love & Hate.
5 июня 2014 года Starship Entertainment рассказали о процессе записи группой нового альбома, и что их камбэк состоится в начале июля. 21 июля был выпущен третий мини-альбом Touch N Move с синглом «Touch My Body». Позднее в июле был выпущен сингл «Naughty Hands». 26 августа был выпущен четвёртый мини-альбом и второй летний альбом Sweet & Sour. В декабре Sistar одержали победу в номинации «Лучшая женская группа» на Mnet Asian Music Awards.

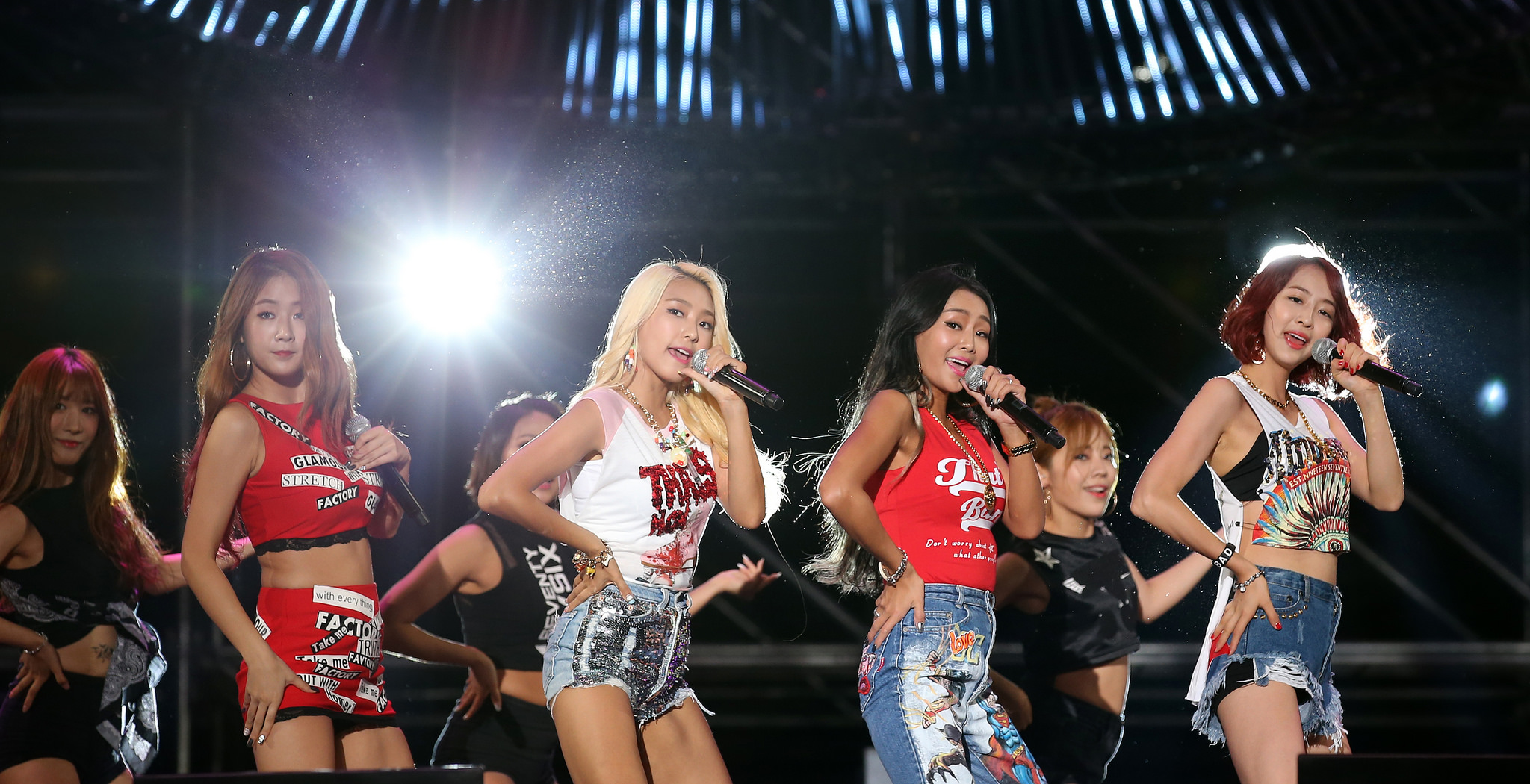
Sistar на Дне независимости Кореи, август 2015 года

22 июня 2015 года был выпущен пятый мини-альбом Shake It с одноимённым синглом. 1 августа состоялось выступление на фестивале KCON в Лос-Анджелесе, также было подтверждено участие Хёрин во втором сезоне шоу «Непривлекательная рэп-звезда». 14 августа Sistar выступили на 70-й годовщине Дня освобождения Кореи. 7 сентября Хёрин выпустила бесплатный сингл «The Wall Destroyer». 22 сентября Сою выпустила дуэт с Чангёлем из 10 cm — «Lean on Me».

### 2016—2017:Insane Love,Lonelyи расформирование

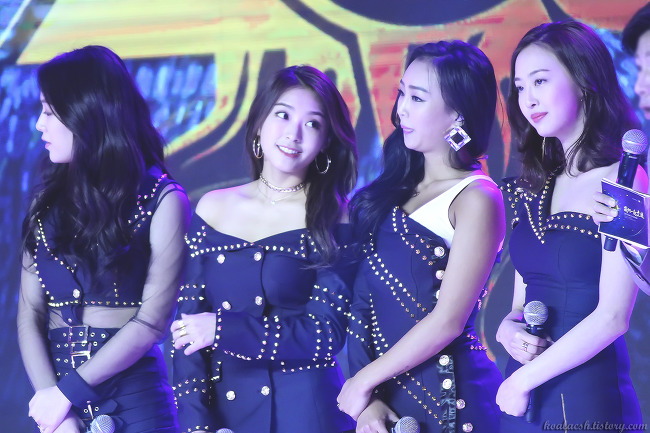
Sistar на 20-й годовщине D&S, апрель 2016 года

1 июня было анонсировано возвращение Sistar в том же месяце с песней, спродюсированной Black Eyed Pilseung, которые также работали над их синглом «Touch My Body». 4 июня группа отметила свою шестую годовщину. 10 июня состоялся релиз коллаборации девушек с DJ Soda. 14 июня было объявлено название предстоящего сингла — «I Like That». 21 июня был выпущен четвёртый мини-альбом Insane Love.
10 мая 2017 года появился первый фото-тизер к предстоящему камбэку, назначенному на конец мая. Новый сингл «Lonely» был выпущен 31 мая. 22 мая агентство группы подтвердило её расформирование после выпуска последнего сингла. Компания ведёт переговоры о возобновлении контрактов с участницами для сольной деятельности. Сою и Дасом продлили свои контракты с агентством, а Бора и Хёрин не стали продлевать их.

## Участницы
| Сценический псевдоним | Сценический псевдоним | Настоящее имя | Настоящее имя | Дата рождения | Позиция в группе                                       |
| Основной              | Другой                | На русском    | Хангыль       | Дата рождения | Позиция в группе                                       |
| --------------------- | --------------------- | ------------- | ------------- | ------------- | ------------------------------------------------------ |
| Хёлин                 | Hyolyn                | Ким Хё Чжон   | 김효정        | 11.12.1990    | Лидер, главная вокалистка, ведущий танцор, лицо группы |
| Бора                  | Bora                  | Юн Бо Ра      | 윤보라        | 30.12.1989    | Главный рэпер, главный танцор                          |
| Сою                   | Soyou                 | Кан Чжи Хён   | 강지현        | 12.02.1992    | Ведущая вокалистка                                     |
| Дасом                 | Dasom                 | Ким Да Сом    | 김다솜        | 06.05.1993    | Вокалистка, вижуал, макнэ                              |

## Подгруппы
Хёрин и Бора дебютировали в составе саб-группы Sistar19 в 2011 году. Первый сингл «Ma Boy» был выпущен в мае того же года. В январе 2013 года был выпущен первый мини-альбом.

## Дискография
| - So Cool (2011) - Give It to Me (2013) | - Alone (2012) - Loving U (2012) - Touch N Move (2014) - Sweet & Sour (2014) - Shake It (2015) - Insane Love (2016) |  |

## Концерты и туры
- Femme Fatale (2012)
- Live Concert: S (2013)
- Live Concert: S — Hong Kong (2014)

## Фильмография

### Теле-шоу
| Год  | Название                          | Примечания                                | Эпизоды |
| ---- | --------------------------------- | ----------------------------------------- | ------- |
| 2011 | Sistar & Leeteuk's Hello Baby     | Воспитание 15-месячного малыша Ким Кю Мин |         |
| 2014 | Midnight in Hong Kong with Sistar | Y-STAR                                    |         |
| 2015 | Sistar Showtime                   |                                           | 1–8     |